# Génie électrochimique
Le génie électrochimique est la branche de l’ingénierie portant sur les applications technologiques des phénomènes électrochimiques, tels que l’électrosynthèse des produits chimiques, l’extraction électrolytique, l’affinage des métaux, les batteries d’accumulateurs, les piles à combustible, la modification de surface par électrodéposition, les séparations électrochimiques et la corrosion. Cette discipline est un chevauchement entre le génie électrique et génie chimique. Un des pionniers de ce domaine de l’ingénierie fut Charles Frederick Burgess.

## Histoire
Cette branche de l’ingénierie a émergé progressivement à partir du génie chimique. Les œuvres de Carl Wagner (1962) et Veniamin Levich (1962) ont influencé l’émergence du génie électrochimique, parce que leur travail a inspiré tant d’autres. Plusieurs personnes, y compris Tobias, Ibl, et Hine, ont créé des centres de formation d’ingénieurs et, avec leurs collègues, développé d’importantes méthodes expérimentales et théoriques de l'étude.